# Gran Premio motociclistico di Gran Bretagna 2004
Il Gran Premio motociclistico di Gran Bretagna 2004 corso il 25 luglio, è stato il nono Gran Premio della stagione 2004 e ha visto vincere: la Yamaha di Valentino Rossi nella classe MotoGP, Daniel Pedrosa nella classe 250 e Andrea Dovizioso nella classe 125.

## MotoGP

### Arrivati al traguardo
| Pos. | Nº | Pilota            | Squadra                   | Motocicletta       | Giri | Tempo     | Griglia | Punti |
| ---- | -- | ----------------- | ------------------------- | ------------------ | ---- | --------- | ------- | ----- |
| 1º   | 46 | Valentino Rossi   | Gauloises Fortuna Yamaha  | Yamaha YZR-M1      | 30   | 45:30.473 | 1       | 25    |
| 2º   | 45 | Colin Edwards     | Telefonica Movistar Honda | Honda RC211V       | 30   | +2.945    | 5       | 20    |
| 3º   | 15 | Sete Gibernau     | Telefonica Movistar Honda | Honda RC211V       | 30   | +4.326    | 2       | 16    |
| 4º   | 69 | Nicky Hayden      | Repsol Honda              | Honda RC211V       | 30   | +6.096    | 6       | 13    |
| 5º   | 12 | Troy Bayliss      | Ducati Marlboro           | Ducati Desmosedici | 30   | +14.711   | 4       | 11    |
| 6º   | 7  | Carlos Checa      | Gauloises Fortuna Yamaha  | Yamaha YZR-M1      | 30   | +17.110   | 7       | 10    |
| 7º   | 65 | Loris Capirossi   | Ducati Marlboro           | Ducati Desmosedici | 30   | +23.313   | 3       | 9     |
| 8º   | 21 | John Hopkins      | Suzuki MotoGP             | Suzuki GSV-R       | 30   | +28.121   | 15      | 8     |
| 9º   | 4  | Alex Barros       | Repsol Honda              | Honda RC211V       | 30   | +35.380   | 9       | 7     |
| 10º  | 50 | Neil Hodgson      | D’Antin MotoGP            | Ducati Desmosedici | 30   | +44.468   | 13      | 6     |
| 11º  | 11 | Rubén Xaus        | D’Antin MotoGP            | Ducati Desmosedici | 30   | +47.490   | 10      | 5     |
| 12º  | 3  | Max Biaggi        | Camel Honda               | Honda RC211V       | 30   | +54.004   | 8       | 4     |
| 13º  | 67 | Shane Byrne       | MS Aprilia Racing         | Aprilia RS Cube    | 30   | +57.378   | 17      | 3     |
| 14º  | 6  | Makoto Tamada     | Camel Honda               | Honda RC211V       | 30   | +1:07.158 | 14      | 2     |
| 15º  | 56 | Shin'ya Nakano    | Kawasaki Racing           | Kawasaki ZX-RR     | 30   | +1:15.795 | 11      | 1     |
| 16º  | 99 | Jeremy McWilliams | MS Aprilia Racing         | Aprilia RS Cube    | 30   | +1:26.485 | 18      |       |
| 17º  | 10 | Kenny Roberts Jr  | Suzuki MotoGP             | Suzuki GSV-R       | 29   | +1 giro   | 12      |       |
| 18º  | 9  | Nobuatsu Aoki     | Proton Team KR            | Proton KR5         | 29   | +1 giro   | 21      |       |
| 19º  | 66 | Alex Hofmann      | Kawasaki Racing           | Kawasaki ZX-RR     | 29   | +1 giro   | 20      |       |
| 20º  | 84 | Michel Fabrizio   | WCM                       | Harris WCM         | 29   | +1 giro   | 19      |       |

### Ritirati
| Nº | Pilota         | Squadra                  | Motocicletta  | Giri | Griglia |
| -- | -------------- | ------------------------ | ------------- | ---- | ------- |
| 17 | Norick Abe     | Fortuna Gauloises Tech 3 | Yamaha YZR-M1 | 28   | 16      |
| 80 | Kurtis Roberts | Proton Team KR           | Proton KR5    | 11   | 22      |
| 35 | Chris Burns    | WCM                      | Harris WCM    | 2    | 23      |

### Non partito
| Nº | Pilota         | Squadra                  | Motocicletta |
| -- | -------------- | ------------------------ | ------------ |
| 33 | Marco Melandri | Fortuna Gauloises Tech 3 | Yamaha       |

## Classe 250

### Arrivati al traguardo
| Pos. | Nº | Pilota           | Squadra                     | Motocicletta | Giri | Tempo     | Griglia | Punti |
| ---- | -- | ---------------- | --------------------------- | ------------ | ---- | --------- | ------- | ----- |
| 1º   | 26 | Daniel Pedrosa   | Telefonica Movistar Honda   | Honda        | 27   | 42:17.705 | 4       | 25    |
| 2º   | 19 | Sebastián Porto  | Repsol - Aspar              | Aprilia      | 27   | +6.003    | 2       | 20    |
| 3º   | 7  | Randy de Puniet  | Safilo Carrera - LCR        | Aprilia      | 27   | +11.463   | 5       | 16    |
| 4º   | 51 | Alex De Angelis  | Aprilia Racing              | Aprilia      | 27   | +12.722   | 1       | 13    |
| 5º   | 10 | Fonsi Nieto      | Repsol - Aspar              | Aprilia      | 27   | +30.430   | 9       | 11    |
| 6º   | 14 | Anthony West     | Freesoul Abruzzo Racing     | Aprilia      | 27   | +33.007   | 8       | 10    |
| 7º   | 21 | Franco Battaini  | Campetella Racing           | Aprilia      | 27   | +51.931   | 13      | 9     |
| 8º   | 8  | Naoki Matsudo    | UGT Kurz                    | Yamaha       | 27   | +55.055   | 11      | 8     |
| 9º   | 73 | Hiroshi Aoyama   | Telefonica Movistar Honda   | Honda        | 27   | +57.422   | 3       | 7     |
| 10º  | 50 | Sylvain Guintoli | Campetella Racing           | Aprilia      | 27   | +59.456   | 15      | 6     |
| 11º  | 11 | Joan Olivé       | Campetella Racing           | Aprilia      | 27   | +1:06.270 | 14      | 5     |
| 12º  | 25 | Alex Baldolini   | Matteoni Racing             | Aprilia      | 27   | +1:06.566 | 20      | 4     |
| 13º  | 9  | Hugo Marchand    | Freesoul Abruzzo Racing     | Aprilia      | 27   | +1:21.025 | 21      | 3     |
| 14º  | 16 | Johan Stigefelt  | Aprilia Germany             | Aprilia      | 27   | +1:21.800 | 16      | 2     |
| 15º  | 96 | Jakub Smrž       | Molenaar Racing             | Honda        | 27   | +1:29.120 | 17      | 1     |
| 16º  | 52 | David de Gea     | Wurth Honda BQR             | Honda        | 27   | +1:32.733 | 18      |       |
| 17º  | 28 | Dirk Heidolf     | Grefusa - Aspar             | Aprilia      | 27   | +1:33.155 | 22      |       |
| 18º  | 17 | Klaus Nöhles     | Castrol-Honda Kiefer Racing | Honda        | 26   | +1 giro   | 23      |       |
| 19º  | 44 | Tarō Sekiguchi   | NC World Trade              | Yamaha       | 26   | +1 giro   | 25      |       |
| 20º  | 65 | Lee Dickinson    | Galemain Racing             | Honda        | 26   | +1 giro   | 27      |       |
| 21º  | 63 | Radomil Rous     | UGT Kurz                    | Yamaha       | 26   | +1 giro   | 28      |       |

### Ritirati
| Nº | Pilota          | Squadra                     | Motocicletta | Giri | Griglia |
| -- | --------------- | --------------------------- | ------------ | ---- | ------- |
| 12 | Arnaud Vincent  | Equipe GP de France - Scrab | Aprilia      | 24   | 19      |
| 24 | Toni Elías      | Fortuna Honda               | Honda        | 13   | 6       |
| 6  | Alex Debón      | Wurth Honda BQR             | Honda        | 3    | 10      |
| 54 | Manuel Poggiali | MS Aprilia                  | Aprilia      | 2    | 7       |
| 57 | Chaz Davies     | Aprilia Germany             | Aprilia      | 2    | 12      |
| 36 | Erwan Nigon     | Equipe GP de France - Scrab | Aprilia      | 0    | 24      |

### Non partiti
| Nº | Pilota        | Squadra          | Motocicletta | Griglia |
| -- | ------------- | ---------------- | ------------ | ------- |
| 64 | Frederik Watz | Agesta Transport | Yamaha       | 26      |
| 33 | Héctor Faubel | Grefusa - Aspar  | Aprilia      | 29      |
| 2  | Roberto Rolfo | Fortuna Honda    | Honda        |         |
| 40 | Max Sabbatani | NC World Trade   | Yamaha       |         |

### Non qualificati
| Nº | Pilota        | Squadra          | Motocicletta |
| -- | ------------- | ---------------- | ------------ |
| 66 | Tony Campbell | Manhattan Racing | Yamaha       |
| 67 | Bruce Dunn    | BDR Racing       | Honda        |

## Classe 125

### Arrivati al traguardo
| Pos. | Nº | Pilota           | Squadra                    | Motocicletta | Giri | Tempo     | Griglia | Punti |
| ---- | -- | ---------------- | -------------------------- | ------------ | ---- | --------- | ------- | ----- |
| 1º   | 34 | Andrea Dovizioso | Kopron Team Scot           | Honda        | 25   | 41:14.592 | 1       | 25    |
| 2º   | 19 | Álvaro Bautista  | Seedorf Racing             | Aprilia      | 25   | +3.807    | 9       | 20    |
| 3º   | 48 | Jorge Lorenzo    | Caja Madrid Derbi Racing   | Derbi        | 25   | +8.250    | 6       | 16    |
| 4º   | 36 | Mika Kallio      | Red Bull KTM               | KTM          | 25   | +8.641    | 3       | 13    |
| 5º   | 24 | Simone Corsi     | Kopron Team Scot           | Honda        | 25   | +16.706   | 4       | 11    |
| 6º   | 21 | Steve Jenkner    | Rauch Bravo                | Aprilia      | 25   | +16.993   | 11      | 10    |
| 7º   | 41 | Yōichi Ui        | Abruzzo Racing             | Aprilia      | 25   | +22.120   | 5       | 9     |
| 8º   | 10 | Julián Simón     | Angaia Racing              | Honda        | 25   | +23.070   | 8       | 8     |
| 9º   | 23 | Gino Borsoi      | Globet.com Racing          | Aprilia      | 25   | +23.860   | 15      | 7     |
| 10º  | 42 | Gioele Pellino   | Abruzzo Racing             | Aprilia      | 25   | +29.993   | 23      | 6     |
| 11º  | 7  | Stefano Perugini | Metis Gilera Racing        | Gilera       | 25   | +30.475   | 18      | 5     |
| 12º  | 52 | Lukáš Pešek      | Ajo Motorsport             | Honda        | 25   | +30.593   | 20      | 4     |
| 13º  | 14 | Gábor Talmácsi   | Semprucci Malaguti         | Malaguti     | 25   | +40.502   | 22      | 3     |
| 14º  | 32 | Fabrizio Lai     | Metis Gilera Racing        | Gilera       | 25   | +41.140   | 13      | 2     |
| 15º  | 63 | Mike Di Meglio   | Globet.com Racing          | Aprilia      | 23   | +45.295   | 16      | 1     |
| 16º  | 33 | Sergio Gadea     | Master - Repsol            | Aprilia      | 25   | +46.170   | 24      |       |
| 17º  | 69 | Robbin Harms     | Ajo Motorsport             | Honda        | 25   | +49.325   | 21      |       |
| 18º  | 12 | Thomas Lüthi     | Elit Grand Prix            | Honda        | 25   | +54.672   | 17      |       |
| 19º  | 25 | Imre Tóth        | Team Hungary               | Aprilia      | 25   | +1:17.223 | 29      |       |
| 20º  | 20 | Georg Fröhlich   | ADAC Honda                 | Honda        | 25   | +1:20.434 | 35      |       |
| 21º  | 49 | Christian Elkin  | UK1 Racing                 | Honda        | 25   | +1:23.026 | 30      |       |
| 22º  | 18 | Simone Sanna     | Sterilgarda Racing         | Aprilia      | 25   | +1:24.436 | 26      |       |
| 23º  | 35 | Vaclav Bittman   | Elit Grand Prix            | Honda        | 25   | +1:28.933 | 28      |       |
| 24º  | 30 | Raffaele De Rosa | Angaia Racing              | Honda        | 25   | +1:33.750 | 32      |       |
| 25º  | 85 | Eugene Laverty   | Red Bull Rookies Honda     | Honda        | 24   | +1 giro   | 31      |       |
| 26º  | 51 | Kris Weston      | Brooklands Autobody Centre | Honda        | 23   | +2 giri   | 36      |       |
| 27º  | 84 | Thomas Bridewell | Bridewell Racing           | Honda        | 23   | +2 giri   | 37      |       |

### Ritirati
| Nº | Pilota            | Squadra                  | Motocicletta | Giri | Griglia |
| -- | ----------------- | ------------------------ | ------------ | ---- | ------- |
| 47 | Ángel Rodríguez   | Caja Madrid Derbi Racing | Derbi        | 24   | 25      |
| 15 | Roberto Locatelli | Safilo Carrera - LCR     | Aprilia      | 24   | 7       |
| 66 | Vesa Kallio       | Team Hungary             | Aprilia      | 22   | 27      |
| 6  | Mirko Giansanti   | Matteoni Racing          | Aprilia      | 17   | 12      |
| 8  | Manuel Manna      | Semprucci Malaguti       | Malaguti     | 16   | 34      |
| 16 | Raymond Schouten  | Molenaar Racing          | Honda        | 9    | 33      |
| 58 | Marco Simoncelli  | Rauch Bravo              | Aprilia      | 4    | 10      |
| 22 | Pablo Nieto       | Master - Repsol          | Aprilia      | 0    | 14      |
| 3  | Héctor Barberá    | Seedorf Racing           | Aprilia      | 0    | 2       |
| 54 | Mattia Pasini     | Safilo Carrera - LCR     | Aprilia      | 0    | 19      |

### Non partito
| Nº | Pilota         | Squadra         | Motocicletta |
| -- | -------------- | --------------- | ------------ |
| 28 | Jordi Carchano | Matteoni Racing | Aprilia      |